# Геологія Болівії

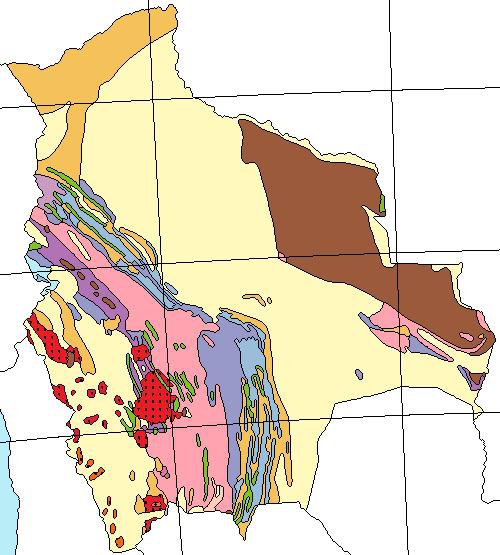
Геологічна мапа Болівії

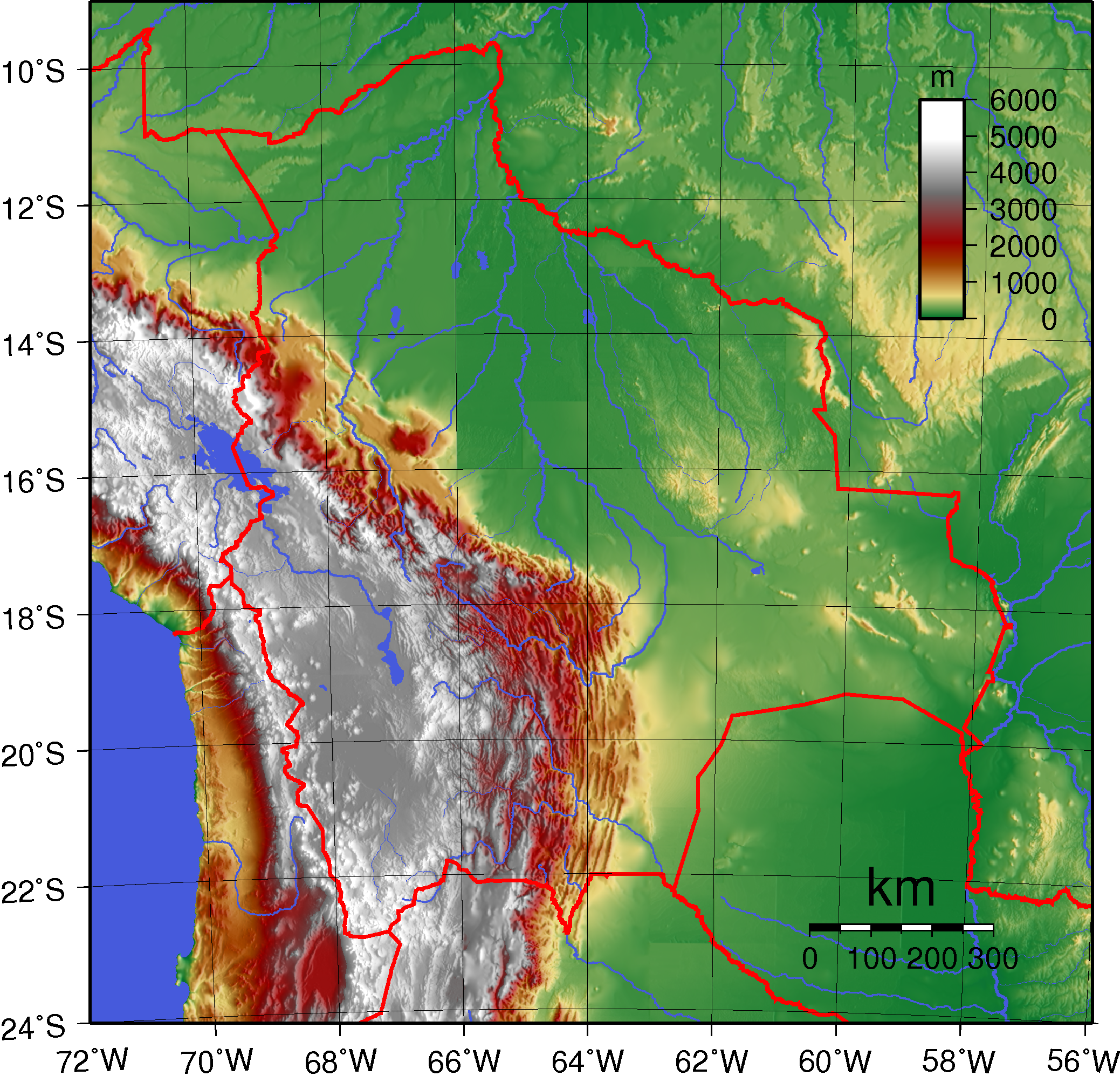
Топографічна мапа Болівії

Територія Болівії розташована в межах Андського (Кордильєрського) геосинклінального складчастого поясу і Південноамериканської плити. Фундамент платформи, що виходить на поверхню на сході, складений ранньодокембрійськими ґнейсами, кристалічними сланцями і ґранодіоритами, з якими пов'язані родовищами руд заліза і марганцю. На заході він занурюється під фанерозойський чохол, потужність якого збільшується на півдні до 6 км (рівнини Гран-Чако).

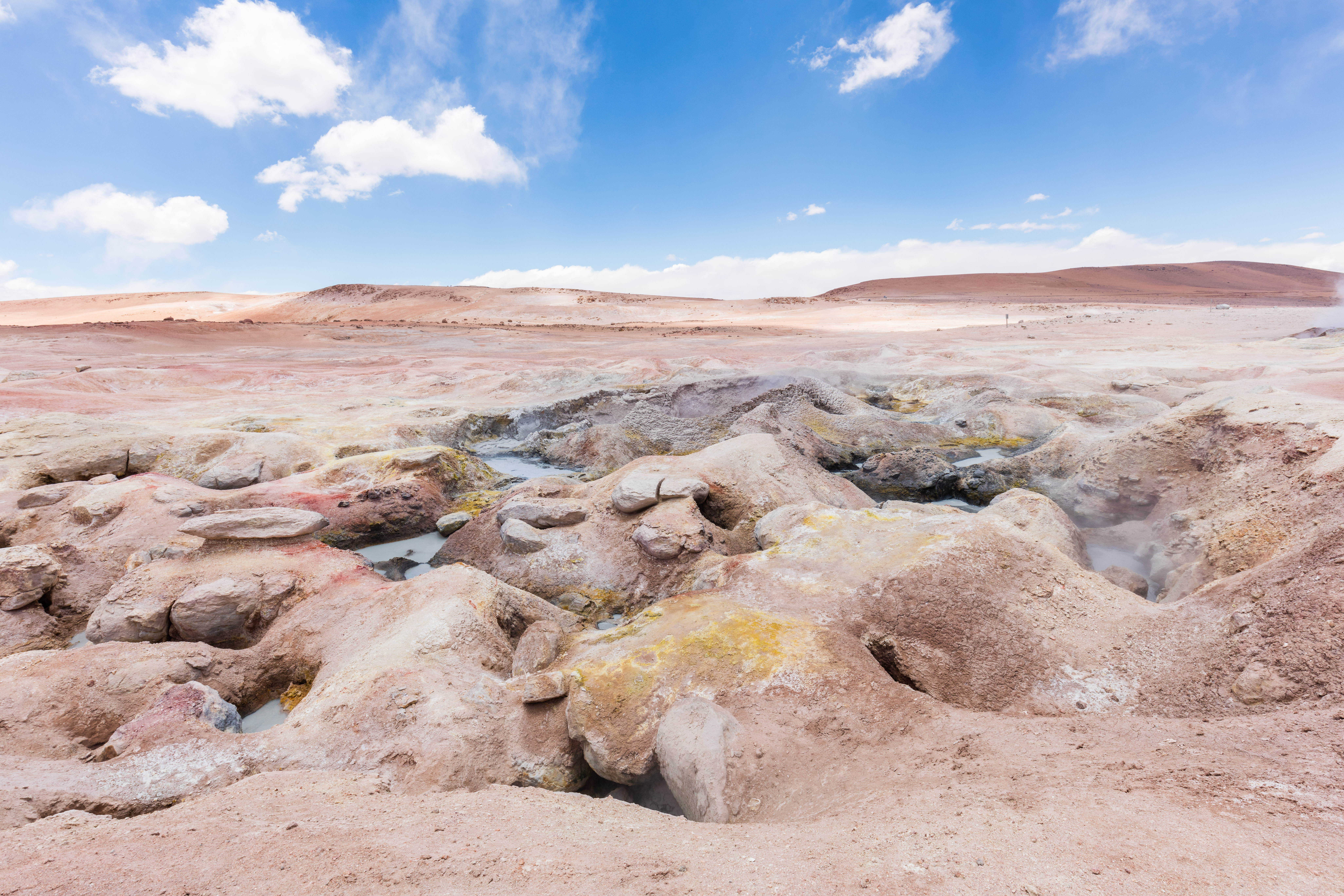
Геотермальне поле Соль-де-Маньяна в департаменті Потосі

На межі платформної і складчастої областей розташований Субандійський передовий прогин, складений помірно складчастими морськими відкладами ордовика, силуру, девону і континентальною моласою (від карбону до неогену), з якою пов'язані родовища нафти і газу. Андський складчастий пояс включає антиклінорії Центральної Кордильєри, що переходить на півночі в Кордильєру-Реаль, Східну Кордильєру і кайнозойський вулканічний пояс Західні Кордильєри.
Східна та Центральна Кордильєри, зокрема Кордильєра-Реаль, складені морськими і піщано-сланцевими товщами кембрію, ордовика, силуру і девону, місцями перекритими континентальними вулканогенними відкладами карбону, пермі, тріасу, крейди і палеогену. З Кордильєрою-Реаль пов'язаний оловорудний пояс.
У межах Центральної Кордильєри знаходяться багаті родовища руд олова, вольфраму, бісмуту тощо, а в Альтіплано — руд міді, свинцю, цинку, срібла та інші.
Між Центральною і Західною Кордильєрами розташований ґрабен Альтіплано, складений потужною товщею крейдових і кайнозойських континентальних уламкових і вулканогенних утворень.
Західна Кордильєра складена ігнімбритами і ріоліт-дацитовими покривалами верхнього міоцену — нижнього плейстоцену. На них розташований ланцюг четвертинних вулканів.